# Dahira
Dahira é um gênero de mariposa pertencente à família Bombycidae.